# The Good Son
The Good Son – szósty album studyjny zespołu Nick Cave and the Bad Seeds, wydany w 1990 roku.
Jest to następne wydawnictwo po wyjątkowo mrocznym albumie Tender Prey. The Good Son zdecydowanie się różni od swojego poprzednika, co spowodowało duże rozczarowanie wśród fanów. Zmiana nastroju została spowodowana, zapewne, przez nową miłość Nicka Cave’a, którą została brazylijska stylistka Viviene Carniero oraz całkowitą rehabilitacją z uzależnienia narkotycznego.
Po latach, fani docenili jednak ten album i dzisiaj jest on uznawany za jeden z najbardziej doskonałych w twórczości Nicka Cave’a Szczególnie utwory „The Weeping Song” oraz „The Ship Song” są aktualnie standardami dla Bad Seeds, a raczej mroczny utwór zamykający płytę – „Lucy” został wskrzeszony w 1993 jako strona B singla „What a Wonderful World”, w wykonaniu the Bad Seeds oraz Shane’a MacGowana lidera The Pogues.

## Utwory
Wszystkie utwory są autorstwa Nicka Cave’a, chyba że napisano inaczej:
1. „Foi Na Cruz”  – 5:39
  - Wokaliści – Clovis Trindade, Rubinho
2. „The Good Son”  – 6:01
3. „Sorrow's Child”  – 4:36
4. „The Weeping Song”  – 4:21
  - „Father” śpiewany przez Blixę Bargelda
5. „The Ship Song”  – 5:14
6. „The Hammer Song”  – 4:16
  - Gitary autorstwa Micka Harveya
7. „Lament”  – 4:51
8. „The Witness Song”  – 5:57
9. „Lucy”  – 4:17 (Słowa: Cave. Muzyka: Cave/Bargeld/Wolf)
  - Pianino w powtórzeniu jest autorstwa Rolanda Wolfa

## Skład zespołu

### Bad Seeds
- Nick Cave – wokal, pianino, organy Hammonda, harmonijka ustna
- Mick Harvey – gitara akustyczna, gitara basowa, instrumenty perkusyjne, wibrafon
- Blixa Bargeld – gitara
- Kid Congo Powers – gitara
- Thomas Wydler – perkusja
- Roland Wof – pianino (w utworze „Lucy”)

### Sekcja smyczkowa
- Aranżacja: Mick Harvey oraz Bill McGee
- Skrzypce – Alexandre Ramirez, Altamir Tea Bueno Salinas, Helena Akiku Imasoto, Lea Kalil Sadi
- Altówki – Akira Terazaki, Glauco Masahiru Imasoto
- Wiolonczele – Braulio Marques Lima, Cristina Manescu